# Euphlyctis hexadactylus
Espèce
Synonymes
- Rana hexadactyla Lesson, 1834
- Dactylethra bengalensis Duméril & Bibron, 1841
- Rana robusta Blyth, 1855 "1854"

Statut de conservation UICN

 LC  : Préoccupation mineure
Statut CITES
Euphlyctis hexadactylus est une espèce d'amphibiens de la famille des Dicroglossidae.

## Répartition
Cette espèce se rencontre du niveau de la mer jusqu'à 760 m d'altitude au Bangladesh, en Inde et au Sri Lanka,.
Sa présence est incertaine au Népal et au Pakistan.

## Description

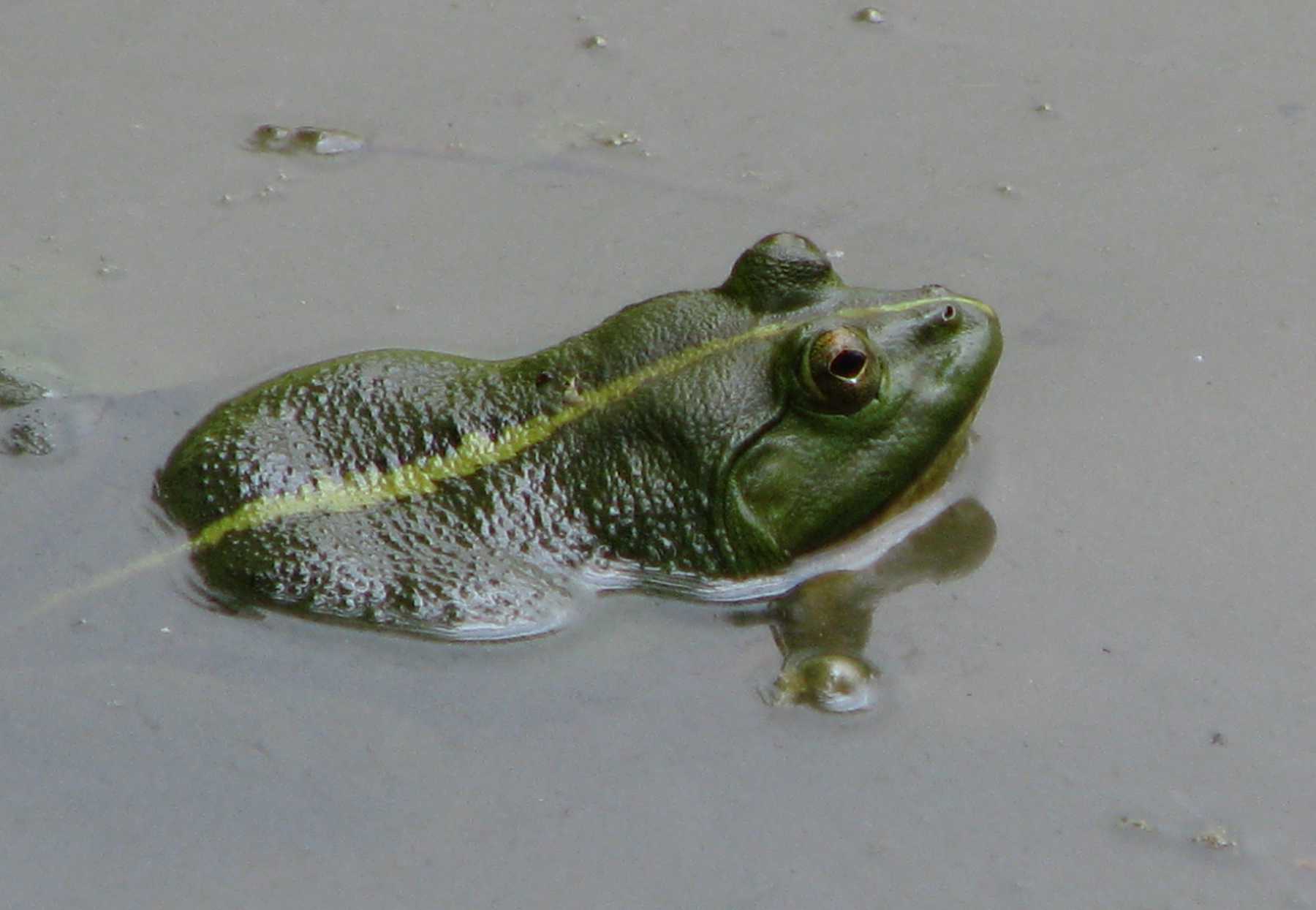
Euphlyctis hexadactylus

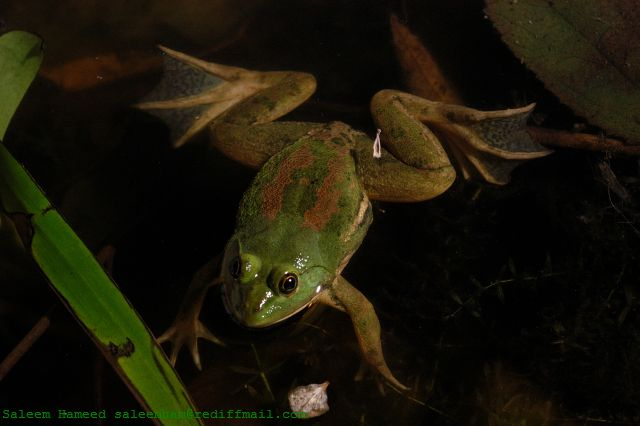
Euphlyctis hexadactylus

Euphlyctis hexadactylus mesure 90 mm pour les mâles et 130 mm pour les femelles. Son dos est vert prairie ou vert olive et présente parfois une ligne longitudinale jaune pâle. Son ventre et ses flancs sont blancs ou jaune pâle. Les juvéniles ont des barres ou des taches vert foncé et noir sur le dos. Les mâles ont une paire de sacs vocaux externes.

## Publication originale
- Bélanger, 1834 : Voyage aux Indes-Orientales, par le nord de l'Europe, les provinces du Caucase, la Géorgie, l'Arménie et la Perse, suivi de détails topographiques, statistiques et autres sur le Pégou, les Isles de Java, de Maurice et de Bourbon, sur le Cap-de-bonne-Espérance et Sainte-Hélène, pendant les années  1825, 1826, 1827, 1828, 1829, p. 291-336.